# Самми Офер
«Самми Офер» — футбольный стадион в городе Хайфа, Израиль. Является домашней ареной для местных футбольных клубов «Маккаби» (Хайфа) и «Хапоэль» (Хайфа), а также одной из арен национальной сборной Израиля по футболу. Стадион рассчитан на 30 942 зрителей, и является третьей (после стадионов Рамат-Ган и Тедди) по вместимости футбольной ареной Израиля. Помимо футбольных матчей стадион используется в качестве концертной площадки.
Стадион назван в честь Сами Офера, пожертвовавшего 20 млн долларов США на строительство стадиона.

## История

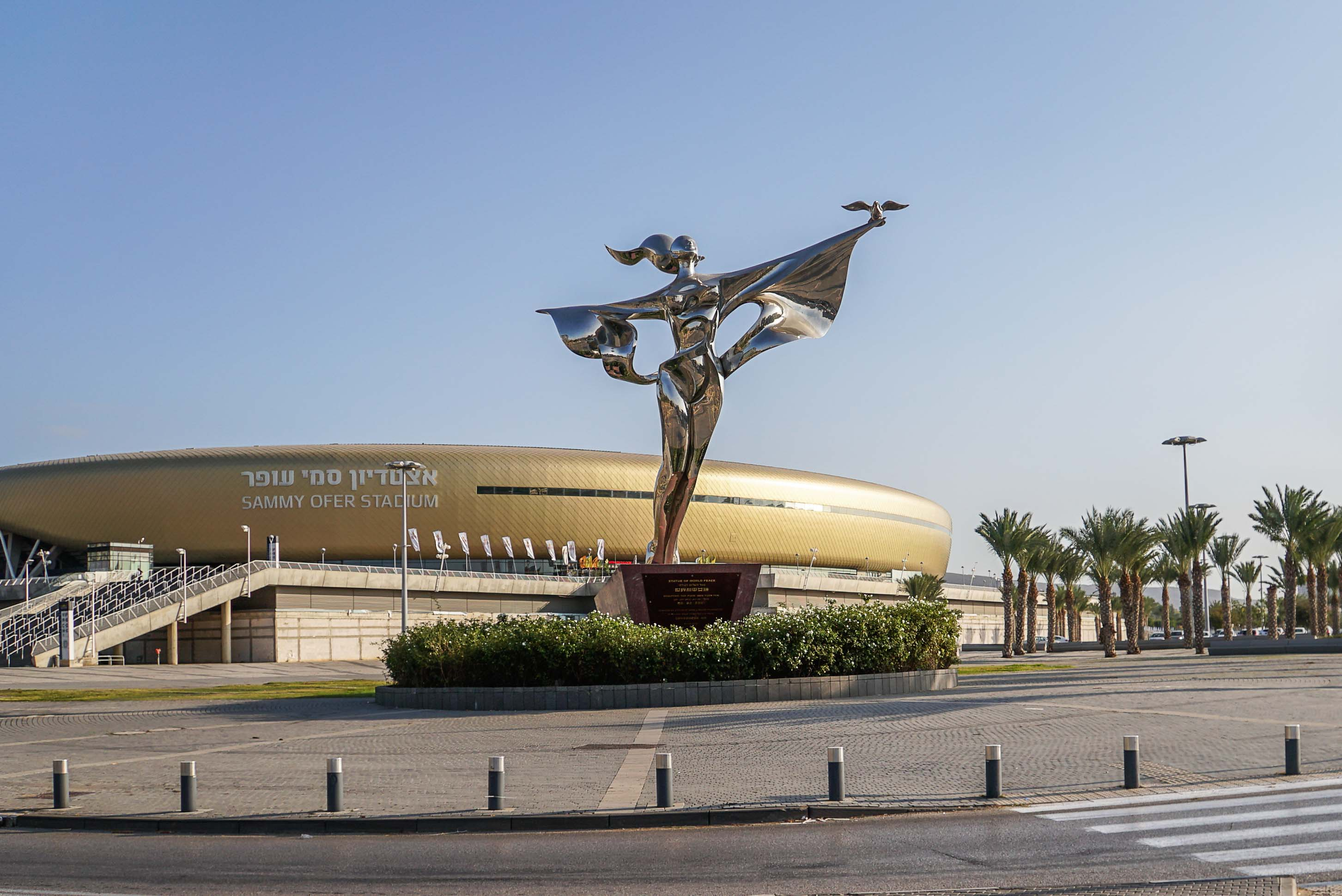
Внешний вид

27 августа 2014 года 2014 на стадионе прошёл первый официальный футбольный матч. «Хапоэль» (Хайфа) в матче Кубка израильской футбольной лиги принимал «Хапоэль» из Акко, и победил со счётом 2:0 в присутствии 3 500 зрителей. Первый гол на стадионе забил на 13-й минуте матча нападающий хозяев Тосайнт Рикетс.
15 сентября 2014 года на стадионе состоялся первый матч чемпионата Израиля по футболу. Хозяева поля, «Маккаби» (Хайфа), обыграли ФК «Бней Сахнин» со счётом 4:2. Первый гол в матчах израильских чемпионатов на стадионе забил полузащитник хайфского клуба Хен Эзра. На матче присутствовали более 27 000 зрителей.
16 ноября 2014 года, свой первый матч на стадионе провела национальная сборная Израиля по футболу, обыграв в отборочном матче чемпионата Европы 2016 сборную Боснии и Герцеговины со счётом 3:0. На матче присутствовали 28 300 зрителей.
В сезоне 2015/16 гг. стадион впервые принял матчи группового этапа Лиги чемпионов УЕФА. «Маккаби» (Тель-Авив) проводит на арене свои домашние матчи в турнире.